# Mathis Hermès Simplex
Les Mathis Hermès Simplex ou Hermès ou  Bugatti Hermès ou Bugatti Type 6 et Bugatti Type 7 sont des modèles d'automobiles allemands conçus par Ettore Bugatti et commercialisés par la société Mathis d'Émile Mathis entre 1904 et 1907, en quatre variantes de motorisation.

## Historique
tAprès s’être associé avec Amédée Bollée en 1896 pour construire des automobiles, le baron Eugène de Dietrich s'associe en 1902 avec Ettore Bugatti (alors âgé de 21 ans) pour fabriquer des automobiles Dietrich-Bugatti dans son usine de Niederbronn en Alsace, alors province allemande, commercialisées par Émile Mathis. Ettore Bugatti y conçoit les Dietrich-Bugatti Type 3 et Dietrich-Bugatti Type 4 commercialisées à environ 100 exemplaires, ainsi que son prototype de Bugatti Type 5 en 1903.

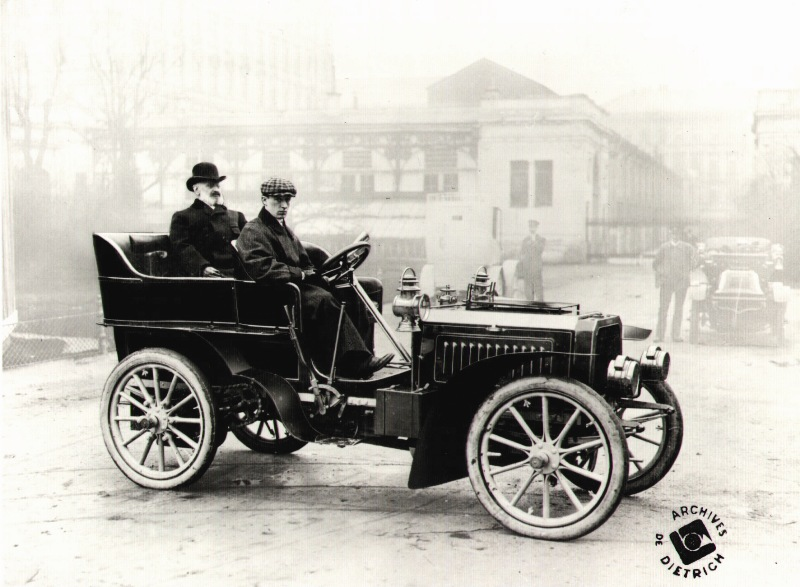
Dietrich-Bugatti (1902 à 1904), conduite par Ettore Bugatti, avec Eugène de Dietrich sur le siège arrière.
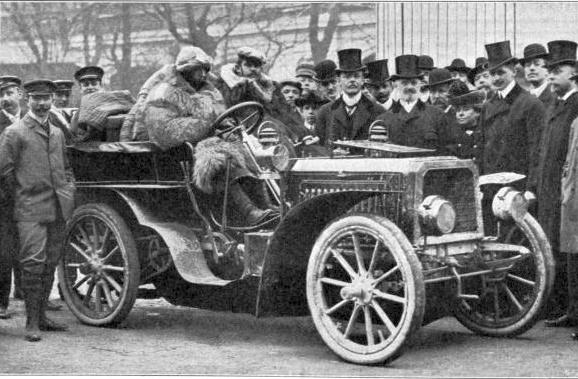
Arrivée d'Ettore Bugatti à Vienne en Autriche en 1903, au volant de sa Dietrich-Bugatti.
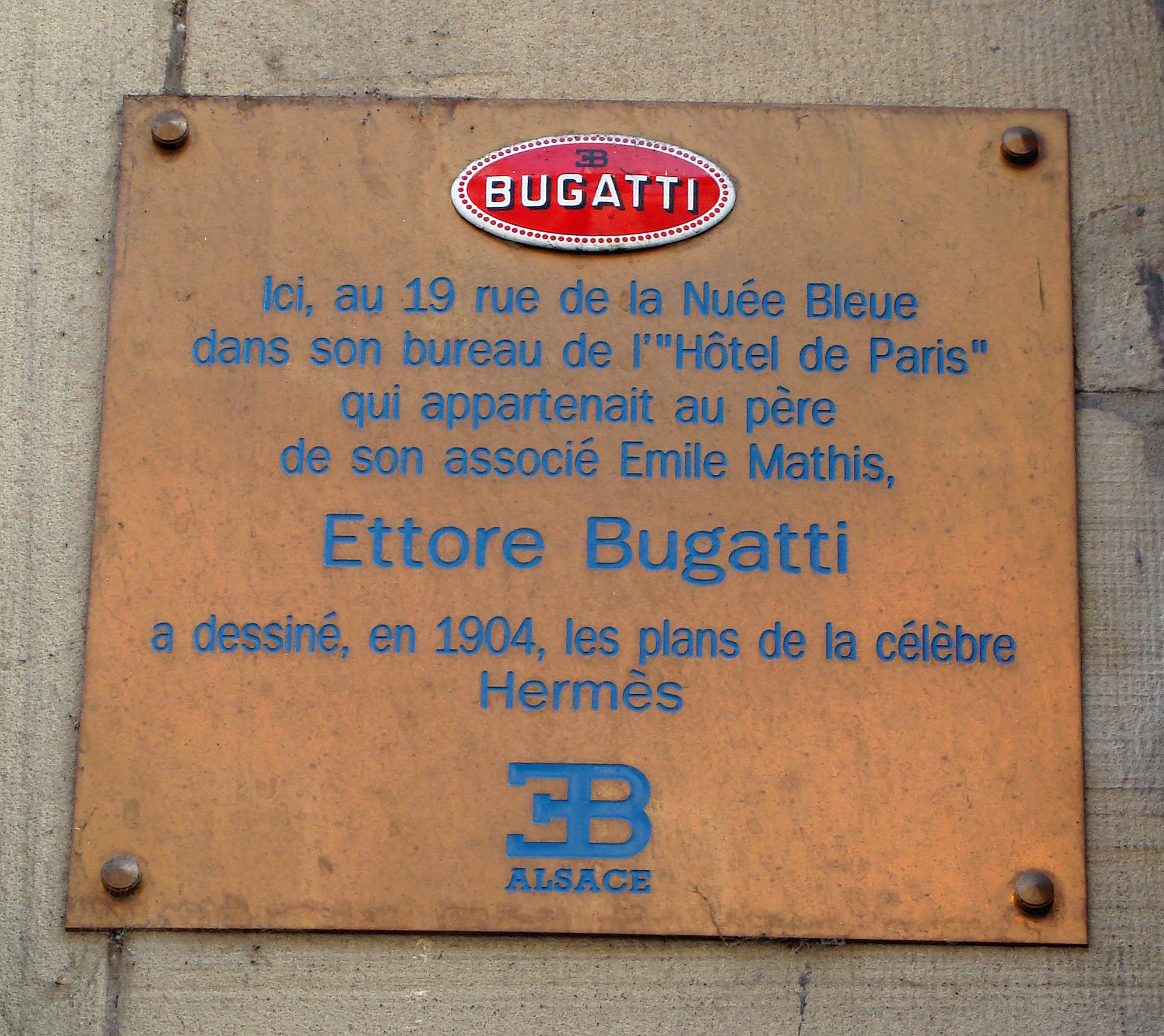
Plaque commémorative du lieu de résidence et d'étude d'Ettore  à Strasbourg en 1904.

En 1904 la famille de Dietrich abandonne la construction d'automobile. Émile Mathis fonde sa société Mathis & Co et s'associe avec Ettore Bugatti qui s'installe alors à l'Hôtel de Paris, 19 rue de la Nuée-Bleue à Strasbourg (futur siège des Dernières Nouvelles d'Alsace, chez son nouvel associé Émile Mathis). Il conçoit les Bugatti Type 6 et 7, baptisées « Hermès » ou « Hermès-Simplex » ou « Mathis-Hermès », évolution de son prototype de Bugatti Type 5, construites par la SACM à Graffenstaden.
En 1905 Émile Mathis crée sa société EEC Mathis (Emile Ernest Charles Mathis) de commercialisation d'automobile multi-marque et distribue, en association avec Ettore Bugatti, les Hermès Mathis. Mathis commercialise également des Panhard-Levassor, Minerva, Rochet-Schneider et Fiat.
Les Hermes-Simplex (Bugatti Type 6 de 45 et 60 chevaux, et Bugatti Type 7 de 60 et 90 chevaux) sont équipées de quatre versions de moteurs de 4 cylindres en ligne, 7,4 L, 8,5 L, 9,0 L et 12 L de cylindrée et d'une boîte de vitesses à 4 rapports. Elles sont présentées au salon de l'automobile de Berlin puis au mondial de l'automobile de Paris et participent à plusieurs courses pilotées entre autres par Ettore et Émile Mathis en personne.
En 1907 à la suite d’importants désaccords d'orientation de gamme de produits, Bugatti et Mathis se séparent. Mathis construit et commercialise alors des automobiles populaires sous son nom, alors qu'Ettore Bugatti s'associe avec l'entreprise historique Deutz AG à Cologne, avant de créer en 1909, avec beaucoup de succès, sa propre marque Bugatti de voiture de course et de luxe à Molsheim près de Strasbourg.
En 2008, Bugatti commercialise la série limitée édition spéciale Bugatti Veyron Fbg par Hermès en association avec la société de maroquinerie de luxe Hermès, avec un moteur W16 de 8 L équipé de quatre turbocompresseurs pour 1001 chevaux et 407 km/h de vitesse maximale (voiture la plus puissante du monde).